# J. Marion Sims
James Marion Sims (25 januari 1813 – 13 november 1883) was een Amerikaans vrouwenarts en chirurg die bekend staat als de "vader van de gynaecologie". Zijn beroemdste werk was de ontwikkeling van een chirurgische techniek voor het herstel van vesicovaginale fistels, een ernstige complicatie bij een moeilijke bevalling. Hij experimenteerde hiervoor met operaties op 12 slaafgemaakte vrouwen. Één van hen, Anarcha onderging meer dan dertig van dergelijke operaties zonder enige verdoving. Ook werden zij en de andere vrouwen door hun eigenaren geleased aan Sims. Van geïnformeerde toestemming was dus geen sprake.
Ondanks deze gruwelijkheden Sims wordt ook herinnerd als uitvinder van Sims' speculum, Sims' sigmoïd katheter, en de Sims' positie. Tegen aanzienlijke tegenstand in, richtte hij in New York het eerste ziekenhuis speciaal voor vrouwen op. Hij werd uit het door hem gestichte ziekenhuis gezet omdat hij erop stond kankerpatiënten te behandelen. Hij speelde een belangrijke rol bij de oprichting van het eerste kankerziekenhuis van het land, dat na zijn dood werd geopend.
Sims was in zijn tijd een van de beroemdste en meest gewaardeerde artsen van het land, en de eerste Amerikaanse arts die beroemd werd in Europa. In de 21e eeuw werd hij echter bijzonder controversieel. Een standbeeld ter ere van hem, het eerste standbeeld in de Verenigde Staten voor een arts, werd opgericht in 1894 maar verwijderd in 2018. Het wetenschappelijk tijdschrift Nature stelde vlak voor die verwijdering de – eveneens controversiële – vraag of men Sims’ ethisch betwistbare experimenten bij zwarte slavinnen (hij opereerde zonder verdoving) niet beter had kunnen duiden in plaats van het standbeeld weg te halen.

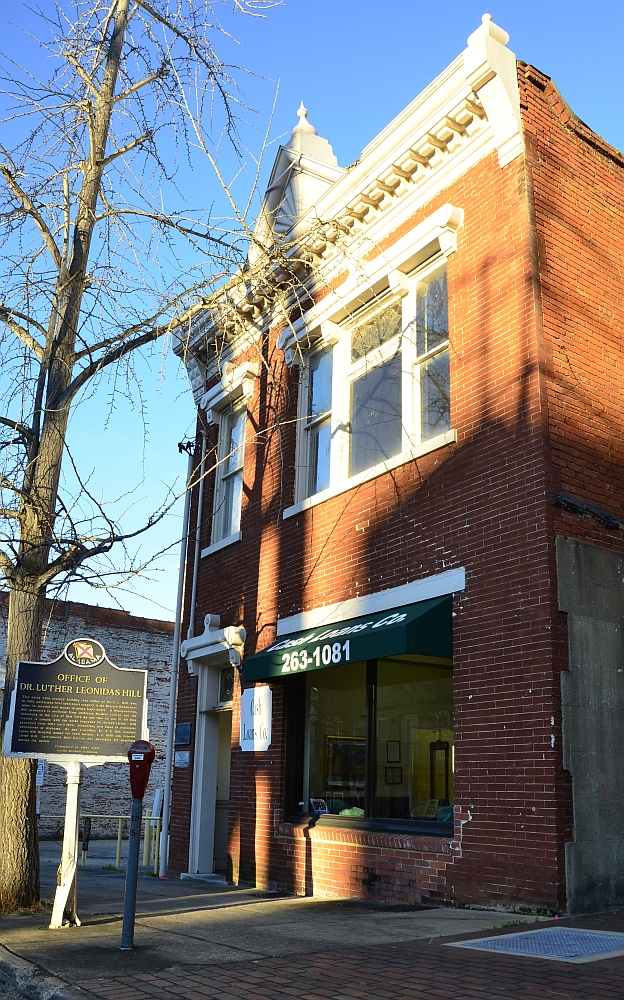
Sims’ kantoor in Montgomery (Alabama)
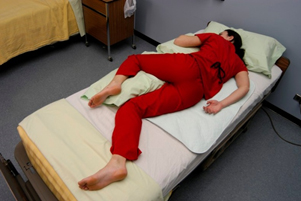
Sims’ positie voor gynecologisch onderzoek
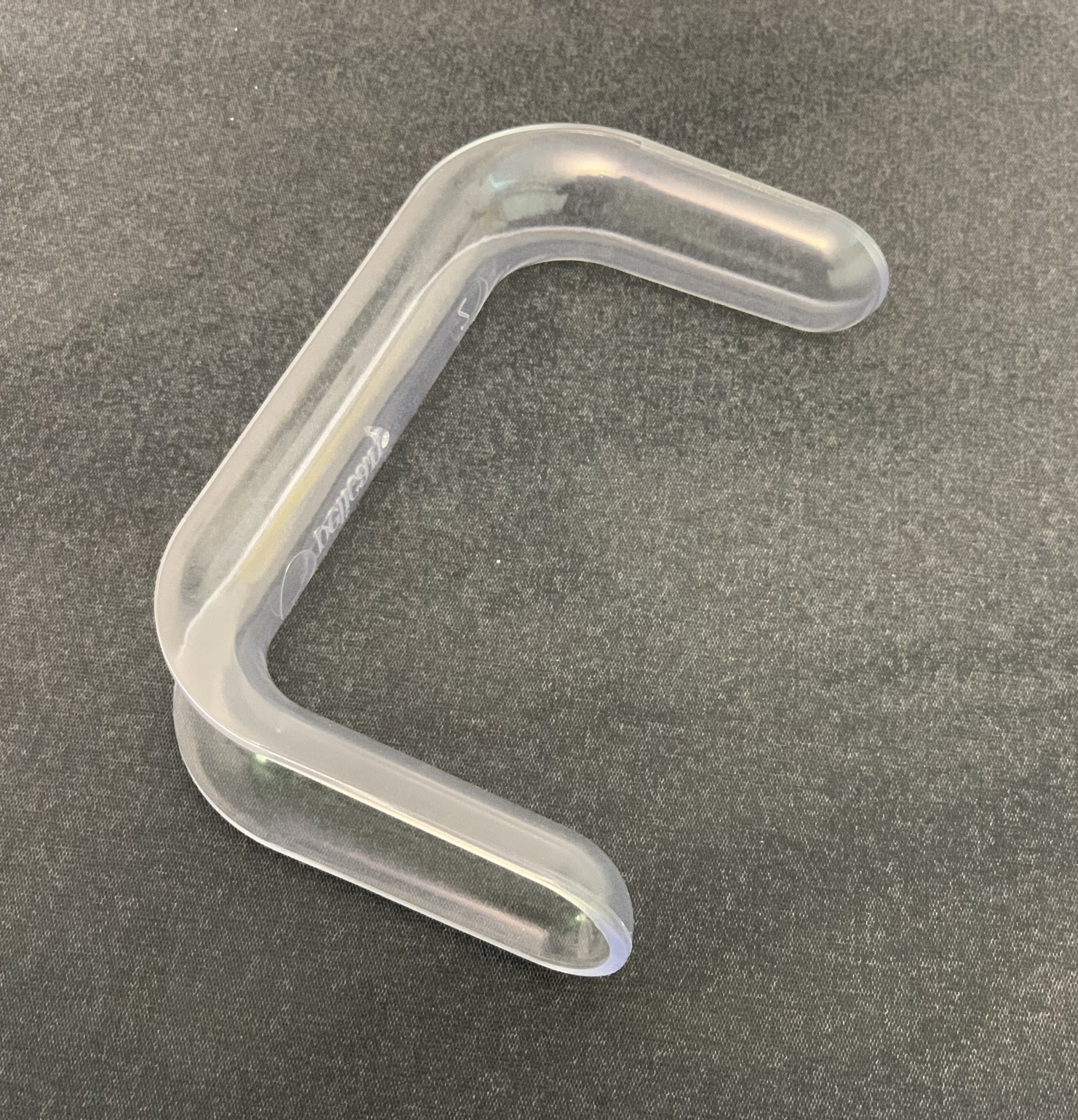
Sims' speculum
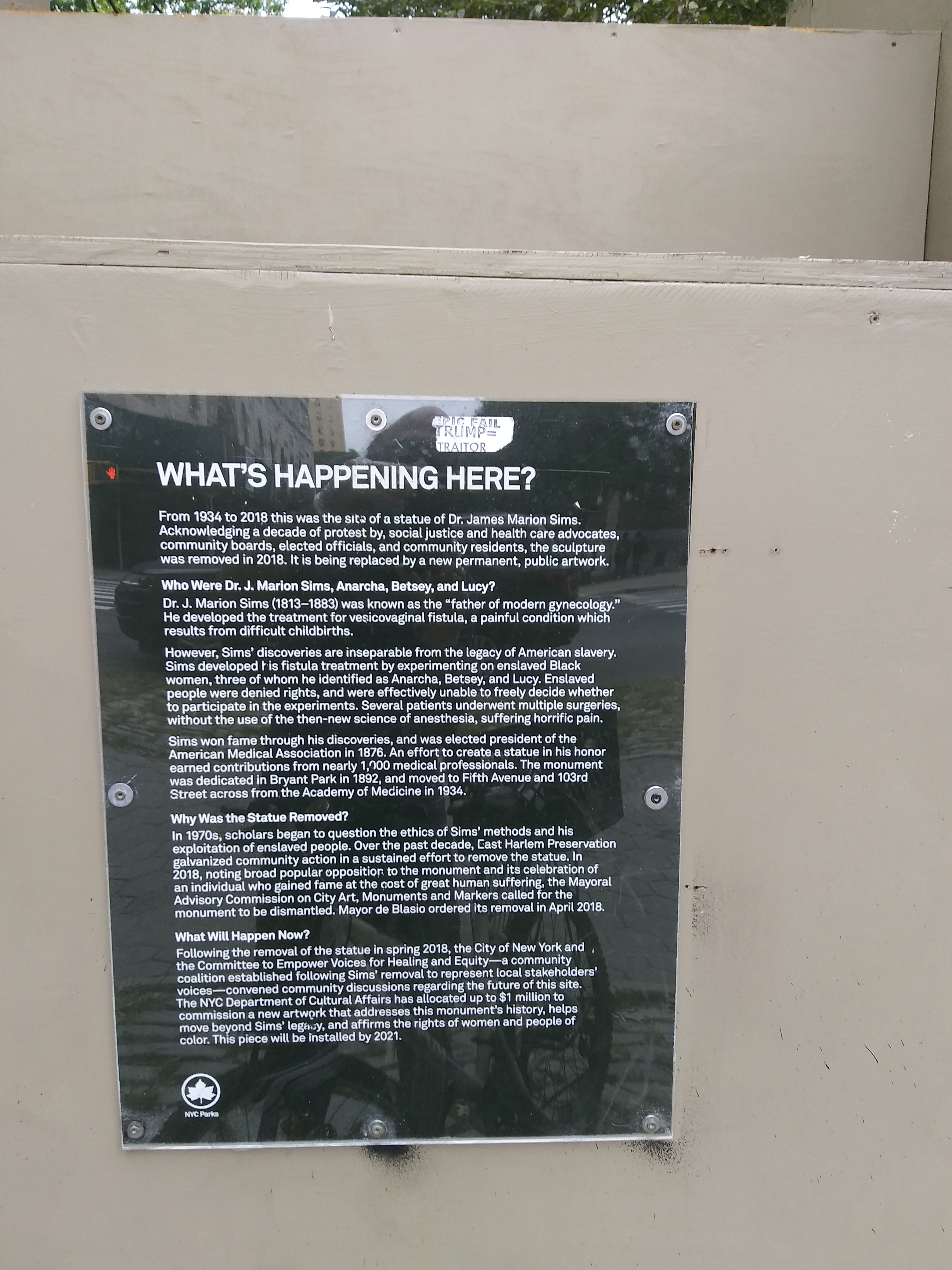
Monument voor een misbruiker is verwijderd